# Аніта Брієм
Аніта Брієм (ісл. Anita Briem; нар. 29 травня 1982, Рейк'явік, Ісландія) — ісландська акторка. 

## Біографія
Аніта Брієм народилася 29 травня 1982 року в місті Рейк'явік, Ісландії. Почала кар'єру актриси у 9 років, граючи в національному театрі Ісландії. У 16 років вона переїхала до Англії. У 2004 році закінчила Королівську Академію драматичного мистецтва в Лондоні.
Дебютувала 2004 року в епізоді серіалу «Лікарі». 
Відома завдяки ролям у фільмах «Черниця», «Подорож до центру землі 3D» та «Ділан Дог: Хроніки вампірів». 
У 2016 році отримала премію Northern Light Talent.
У 2021 році була номінована на премію Edda Awards в категорії Актриса року.

## Фільмографія
- Черниця (2005)
- Подорож до центру Землі (2008)
- Ліфт (2011)